# Thập niên 1460
Thập niên 1460 là thập niên diễn ra từ năm 1460 đến 1469.